# Повесть о Гэндзи (фильм, 1951)
«Повесть о Гэндзи» (яп. 源氏物語: гэндзи моногатари) — японский фильм-драма режиссёра Кодзабуро Ёсимуры, вышедший на экраны в 1951 году. Вольное переложение классического романа Мурасаки Сикибу, написанного более 1000 лет назад.

## Сюжет
Действие происходит в середине X века.
Наложница Кирицубо, ставшая фавориткой императора, рожает ему сына по имени Хикару Гэндзи. Годы спустя Хикару стал красивым молодым человеком, желанный всеми придворными дамами. И хотя Хикару уже имеет супругу по имени Аои, он тем не менее увлечён второй женой императора Фудзицубо. Хикару приложил массу усилий, ухаживая за ней, и в итоге она отвечает на его любовь, родив от него ребёнка. Этот младенец, рождённый от тайной связи, считается законным сыном императора. Аои также рожает ему наследника, но вскоре после родов она умирает. Хикару тем временем охладевает к Фудзицубо, увлёкшись её племянницей Мурасаки.
Вследствие интриг старой Кокидэн ему приходится отправиться в изгнание. Хикару укрывается в провинции у старого друга своей матери Нюбо, который предлагает ему в жёны свою дочь Авайи. Хикару соглашается на помолвку с ней.
Тем временем умирает император и старший сын государя, являющийся сродным братом Хикару, восходит на трон. Хикару возвращается в Токио вместе с Авайи. В Токио он оплакивает вскоре умершую Фудзицубо. Забеременевшая Авайи признаётся в том, что отцом ребёнка является не Хикару, а её друг детства Ёсинари. Разгневанный Хикару прогоняет её, оставшись к концу фильма с любящей его Мурасаки.
Несмотря на блестящую жизнь при дворе, Хикару понимает, что в конце концов его ожидают горечь и одиночество.

## В ролях
- Кадзуо Хасэгава — Хикару Гэндзи
- Митиё Когурэ — Фудзицубо
- Матико Кё — Авайи
- Нобуко Отова — Мурасаки
- Мицуко Мито — Аои
- Юдзи Хори — Ёсинари
- Дэндзиро Окоти — Такума
- Тиэко Сома — Кирицубо
- Юмико Хасэгава — Оборо
- Эйтаро Одзава — Микадо
- Тиэко Хигасияма — Кобидэн
- Дайскэ Като — Хикари Юи
- Осаму Такидзава

## Премьеры
- Япония — национальная премьера фильма в Токио состоялась 2 ноября 1951 года[1].
- Россия — впервые показан 27 сентября 2011 года в рамках ретроспективы фильмов Канэто Синдо в Москве (Киноконцертный зал ЦДХ)[2].

## О фильме
«Повесть о Гэндзи» (Гэндзи моногатари) — огромный роман в 54 главах является одним из классических произведений японской и мировой литературы. Роман написан госпожой Мурасаки Сикибу и предполагается, что он был опубликован в своём окончательном виде в 1021 году. Канэто Синдо адаптировал роман (с помощью великого писателя XX века Дзюнъитиро Танидзаки) для престижной кинопостановки, приуроченной к десятилетнему юбилею кинокомпании «Дайэй».
Фильм демонстрирует исключительный уровень качества, присущий многим работам японского кино начала 1950-х годов («Расёмон» Акиры Куросавы, «Токийская повесть» Ясудзиро Одзу, «Врата ада» Тэйносукэ Кинугасы, «Сказки туманной луны после дождя» Кэндзи Мидзогути и др.). Прекрасные декорации и костюмы, захватывающая дух операторская работа, отмеченная премией Каннского кинофестиваля.

## Награды и номинации
Каннский кинофестиваль (1952)
Выиграны:
- Премия оператору Кохэю Сугияме за операторскую работу.

Номинации:
- Номинация на главный приз «Золотую пальмовую ветвь».